# Período Lítico andino

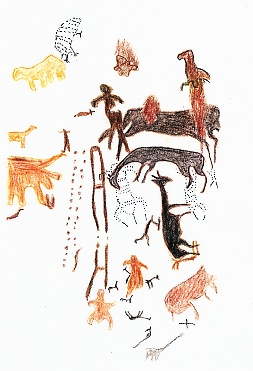
Pintura Rupestre na Caverna de Toquepala.

Nos Andes Centrais, o Período Litico é o primeiro estágio na periodização cronológica Luis Guillermo Lumbreras. Foi o período durante o qual o homem pré-histórico vivia um estilo de vida nômade de caçador-coletor. É o período equivalente ao Paleoíndio e ao Paleolítico Superior e estende-se desde o início dos primeiros assentamentos até o surgimento dos primeiros horticultores semi-nômades no Período Arcaico andino. Dentro do esquema arqueológico de Rowe, é o primeiro período do estágio Pré-cerâmico (Pré-cerâmico andino inicial).
Durante este período, os homens viviam em cavernas, abrigos rochosos, enseadas ou em acampamentos cobertos com peles de animais ou ramos vegetais. Continuamente se deslocavam de um lugar para outro em pequenos grupos ou bandos. Caçavam de animais muito semelhantes aos atuais como camelídeos arcaicos (Palaeolama) , veados , roedores e aves diversas. Em épocas mais antigas o homem coexistia com animais já extintos como o mastodonte , o megatério , hippidion (cavalo americano) e tigres-de-dentes-de-sabre. Também praticava rudimentarmente a pesca e a coleta de mariscos. Coletavam gramíneas, tubérculos e frutas. Para realizar estas tarefas empregavam ferramentas de pedra, osso e madeira, entre os quais facas simples e bifaces, raspadores, cardas, pontas de projéteis, etc.

## Tradições do Período lítico
Vários grupos do período lítico compartilharam entre si as tecnologias para a fabricação de artefatos de pedra. Isso permitiu que, no caso da Região dos Andes Centrais, se agrupassem em quatro grupos de Tradições (ou Culturas) líticas:
- Tradição do Extremo Norte: era formado por grupos de caçadores-coletores que utilizavam dispositivos simples de pedra utilizados para golpear, somente com um lado utilizável (dispositivo unifacial), não tendo pontas de pedra para flechas ou lanças. Estes dispositivos atendiam a múltiplos usos (não especializado), e estavam relacionados com a caça de pequenos animais, a pesca e a coleta. Ela tradição poderia ser localizada em Piura, Tumbes, Cajamarca e no sul do Equador.[1]
- Tradição Paijanense: era formado por grupos de caçadores-coletores que utilizavam pontas de pedras elaboradas (isto é, com uma uma haste ou apêndice na ponta inferior), de vários tamanhos, predominantemente grandes (ponta de Paijan ou ponta paijanense). Associado a este tipo de trabalho, que era normalmente encontrado em artefatos de pedra mais simples como raspadores, facas, brocas e pedras de moagem. Estes dispositivos atendiam a caça de pequenos e médios animais, a pesca e a coleta. Essa Cultura poderia ser encontrada desde Lambayeque até Ica, das regiões costeiras até os yungas (florestas de altitudes do flanco oriental dos Andes Centrais). Nesta cultura era praticado o enterro dos mortos.[2]
- Tradição Lauricochense: era formado por grupos de caçadores-coletores que utilizavam pontas foliáceas (em forma de folha), além de instrumentos líticos como raspadores, perfuradores, facas, raspadeiras, martelos pedras de moagem. Era praticada a caça de camelídeos e veados e em um menor grau, pequenos animais, junto com a coleta de plantas. A forma como enterravam seus mortos ainda é pouco conhecida. Essa Cultura estava presente na Serra Central e na Região Sul do Peru.[3] [4]
- Tradição Viscachanense: era formado por grupos de caçadores-coletores que utilizavam pontas triangulares próprias, muito diferentes do estilo da Tradição Lauricochense. Caçavam camelídeos e veados e um menor grau, pequenos animais, além de coletar plantas. É encontrada principalmente no altiplano peruano-boliviano e nas Serra Sul do Peru.[5] [6]

## Sítios arqueológicos
| Assentamento                  | Localização                                           | Localização | Antiguidade       | Descobridor (es)                                            | Características | Importância                                                                            |
| ----------------------------- | ----------------------------------------------------- | ----------- | ----------------- | ----------------------------------------------------------- | --- | -------------------------------------------------------------------------------------- |
| Assentamento                  | Zona                                                  | Região      | Antiguidade       | Descobridor (es)                                            | Características | Importância                                                                            |
| Piquimachay I (Fase Ayacucho) | Cueva de Piquimachay                                  | Ayacucho    | 12000 a. C.       | * Richard MacNeish                                          | * Alguns artefatos líticos * Ossos de paleofauna. | * Primeiros fosseis líticos del Peru.                                                  |
| El Guitarrero I               | Vertente ocidental da Cordillera Negra.               | Ancash      | 10500 a. C.       | * Thomas Lynch                                              | * Coleta intensiva * Caça de camelídeos e veados * Vestígios de fogueiras * Artefatos líticos da tradição lauricochense.                                                                                               | * Primeiros vestígios de ocupação humana no Peru                                       |
| Panaulauca                    | Lago Chinchaycocha                                    | Junín       | 11000 a. C.       | * Ramiro Matos Mendieta * John Rick                         | * Vestígios líticos. | -                                                                                      |
| Pachamachay                   | Cueva de Pachamachay Puna de Junín.                   | Junín       | 11000 a. C.       | * Ramiro Matos Mendieta * John Rick                         | * Caça intensiva de camelídeos e veados * Artefatos líticos da tradição lauricochense. | -                                                                                      |
| Huargo                        | -                                                     | Huánuco     | 11000 a. C.       | * Augusto Cardich                                           | * Pinturas rupestres. | Primeira pintura rupestre do Peru                                                      |
| Tacahuay                      | -                                                     | Moquegua    | 11000 a. C.       | David Keefen                                                | * Uso do arpão * Marisqueiro. | * Primeiros povoados da costa do Peru * Primeiro marisqueiro do Peru                   |
| Jayhuamachay I                | Cueva de Jayhuamachay                                 | Ayacucho    | 10000 a. C.       | * Richard Mac Neish                                         | * Artefatos líticos da tradição lauricochense. | -                                                                                      |
| Chivateros                    | Fóz do río Chillón Piedras Gordas Loma de Carabayllo. | Callao      | 9500 - 7000 a. C. | * Edward Lanning                                            | * Artefatos líticos da tradição paijanense. | * A maior pedreira e a maior oficina do período.                                       |
| Toquepala                     | Cueva del Diablo                                      | Tacna       | 9000 a. C.        | * Miomir Bojovich * Emilio González                         | * Pinturas rupestres de caça de camelídeos * Artefatos líticos da tradição lauricochense * influencia da tradição viscachanense * indícios de religiosidade                                                            | -                                                                                      |
| Paiján                        | Vale do Rio Chicama Cupisnique.                       | La Libertad | 8500 a. C.        | * Rafael Larco Hoyle * Junius Bouton Bird * Claude Chauchat | * Mortalha * Grandes pontas de pedra bifaciais * Artefatos líticos da tradição paijanense. | * Primeiras ossadas humanas da costa do Peru (completas) * Primeiros funerais do Peru. |
| Tres Ventanas ou Escomarca    | Serra de Huarochirí                                   | Lima        | 8000 a. C.        | * Bernardino Ojeda                                          | * Sepulturas humanas mumificadas * Pontas líticas e raspadeiras * Artefatos líticos da tradição Lauricochense. | -                                                                                      |
| Telarmachay I                 | San Pedro de Cajas.                                   | Junín       | 8000 a. C.        | * Danièle Lavallée                                          | * Caça intensiva de camelídeos e veados * Artefatos líticos da tradição lauricochense | -                                                                                      |
| Lauricocha                    | Cuevas de Lauricocha                                  | Huánuco     | 7500 a. C.        | * Augusto Cárdich                                           | * Restos humanos * Tumbas * Caça intensiva de camelídeos e veados * Artefatos líticos da tradição lauricochense * Pinturas rupestres * Deformação artificial de crânios * Artefatos líticos da tradição lauricochense. | -                                                                                      |
| Siches                        | Norte do Rio Chira.                                   | Piura       | 7500 a. C.        | * James Richardson                                          | * Coleta de moluscos e pesca * Pinturas rupestres * Artefatos líticos pouco especializados da tradição do Extremo Norte.                                                                                               | -                                                                                      |
| La Cumbre                     | -                                                     | La Libertad | -                 | * Paul Ossa                                                 | * Pinturas rupestres * vestígios líticos. | -                                                                                      |
| Sumbay                        | -                                                     | Arequipa    | -                 | -                                                           | - | -                                                                                      |
| Uchkumachay                   | -                                                     | Junín       | -                 | -                                                           | - | -                                                                                      |
| Viscachani                    | Bacia do lago Titicaca                                | La Paz      | 7000 a. C.        | * Dick E. Ibarra Grasso                                     | * Pontas de flecha de tipo "folha de laurel" * Artefatos líticos da tradição viscachanense. | * Primeiro assentamento da Bolivia                                                     |

## Cronologia
| Período Precedente          | Período Analisado                              | Período Seguinte                        |
| Nomades caçadores-coletores | Nomades caçadores-coletores                    | Aparição dos horticultores semi-nômades |
| Paleolítico Médio           | Período Lítico andino 15000 a. C. - 7000 a. C. | Período Arcaico andino                  |
| --------------------------- | ---------------------------------------------- | --------------------------------------- |